# Bac Giang
Bac Giang (em vietnamita: Bắc Giang) é uma das 63 províncias do Vietname. Localiza-se na Região Nordeste do país e sua população, estimada em 2011, era de 1 574 300 habitantes. A capital da província é a cidade de Bac Giang.